# فرودگاه راید هیلویو
 فرودگاه راید هیلویو (به انگلیسی: Reid-Hillview Airport) یک فرودگاه همگانی با کد یاتا RHV است که یک باند فرود آسفالت دارد و طول باند آن ۹۴۵ متر است. این فرودگاه در شهر سان‌خوزه کشور ایالات متحده آمریکا قرار دارد و در ارتفاع ۴۰٫۵ متری از سطح دریا واقع شده است.